# Jonathan Evans
Jonathan Evans   (17 de febrer de 1958), baró Evans de Weardale, KCB, DL és el director general del Servei de Seguretat Britànic, el servei de seguretat nacional i contraintel·ligència del Regne Unit. Va succeir a Dame Eliza Manningham-Buller el 21 d'abril de 2007. Evans va ser substituït per Andrew Parker el 22 d'abril de 2013.

## Biografia
Evans es va educar a la Sevenoaks School i a la Universitat de Bristol on va estudiar els clàssics.

## Carrera al MI5
Evans es va incorporar al Servei de Seguretat el 1980 i va treballar inicialment en contraintel·ligència. El 1985, va passar a la funció de seguretat protectora, ocupant-se de la seguretat nacional i del personal, abans de passar a la lluita contra el terrorisme intern a finals dels anys vuitanta. Durant més d'una dècada va estar involucrat en l'esforç per contrarestar l'amenaça interna de grups com l'IRA Provisional durant The Troubles. L'any 1999, amb la violència a Irlanda del Nord molt reduïda a causa de l'Acord de Divendres Sant, Evans es va traslladar a G-Branch la secció de l'MI5 que s'ocupa del terrorisme internacional. Allà es va convertir en un expert en Al-Qaida i altres branques del terrorisme islàmic. Va assumir el càrrec de cap de secció l'any 2001 (pocs dies abans dels atemptats de l'11 de setembre de 2001), càrrec que el va situar a la junta directiva del servei. El 2005, va ser nomenat director general adjunt abans de ser ascendit a cap de l'organització el 2007.
El novembre de 2007, Evans va parlar públicament sobre l'amenaça que s'enfronta el Regne Unit per l'espionatge digital Parla en rus sobre seguretat nacional el febrer de 2008. Té un certificat en gestió empresarial per l'Institut de Direccions. El setembre de 2010, Evans va declarar Anwar al-Awlaqi com l'enemic públic número u d'Occident. Segons els informes, va ser assassinat per un atac amb drons estatunidencs el 30 de setembre de 2011.
Evans va ser nomenat Cavaller Comandant de l'Ordre del Bany (KCB) als Honors de Cap d'Any 2013 per als Serveis de Defensa. Evans va ser substituït per Andrew Parker el 22 d'abril de 2013.

## Carrera política
Després de retirar-se com a conseller delegat, Evans es va incorporar al consell d'HSBC com a director no executiu. També és director no executiu d'Ark Data Centers, membre associat sènior del Royal United Services Institute i professor honorari a la Universitat de St Andrews. Del 2014 al 2015, va ser director no executiu de l'Agència Nacional contra la Delinqüència. Escriu ocasionalment al Sunday Times sobre cotxes clàssics.
El 21 d'octubre de 2014, va ser nomenat per vida Crossbencher, després d'haver estat nomenat personalment pel primer ministre. Va ser nomenat baró Evans de Weardale, de Toys Hill al comtat de Kent, el 3 de desembre de 2014. El gener de 2015 va ser nomenat Tinent Adjunt de Kent i l’1 de novembre de 2018 va ser nomenat President del Comitè de Normes en la Vida Pública per un mandat de 5 anys. El desembre de 2018, arran de la polèmica sobre la seva cartera d'activitats remunerades a la vista del seu nomenament al Comitè, va anunciar que deixaria el seu càrrec de conseller no executiu a HSBC a principis de 2019.